# 아미티빌 5
《아미티빌 5》(영어: The Amityville Curse)는 캐나다에서 제작된 톰 베리 감독의 1990년 초자연 공포 영화이다. 아미티빌 영화 시리즈 다섯 번째 작품이다. 킴 코츠 등이 출연하였고, 프랑코 바티스타 등이 제작에 참여하였다.

## 줄거리
뉴욕 애미티빌에서 한 신부가 교구 성당 고해성사실에서 총에 맞아 사망한다. 이후 고해실은 사제관 지하에 보관된다.
12년 뒤 심리학자 마빈 부부가 이 사제관을 구매하고 친구들을 불러 보수 작업을 한다. 곧 12년 전 신부를 죽이고 자살했던 사생아의 악령이 이들을 괴롭히기 시작한다.

## 출연
- 킴 코츠 - 프랭크 역
- 헬렌 휴스 - 모리아티 부인 역
- 데이비드 스타인 - 마빈 역
- 커샌드라 가바 - 애비게일 역
- 얀 루베시 - 신부 역
- 마크 커매초
- 타이론 벤스킨

## 기타 제작진
- 배역: 앤 테이트